# Ruben van Roon
Ruben van Roon (Den Haag, 5 augustus 1971) is een Nederlands drummer, dj en slagwerkdocent uit Den Haag.
Ruben van Roon wordt in Den Haag geboren in het gezin van musicus en chef lichte muziek NOS radio Wouter van Roon en beeldhouwster Wibbine Telders. Ruben van Roon is de jongere broer van pianist Marc van Roon.
Van Roon ging op jonge leeftijd naar het Koninklijk Conservatorium in Den Haag en studeerde er af in 1995. Ook kreeg hij les van drummer Hans Cleuver. Zijn carrière brengt hem tot muzikale samenwerkingen met vele musici en muziekbands waaronder Candy Dulfer, Hans Dulfer, Ernst Reijseger, Focus, Thijs van Leer, Mola Sylla, Eddy Veldman, de Kraaien, Kraak en Smaak, The Jazz Meteors en Capricorn. Ook treedt van Roon op onder het pseudoniem DJ Kikke.
Als docent en coach is van Roon tot op heden verbonden aan de popafdeling van het Conservatorium van Amsterdam. Eerder doceerde hij aan de Haagse muziekschool het Koorenhuis en drumschool Cleuver.  